# Transport kolejowy w Finlandii

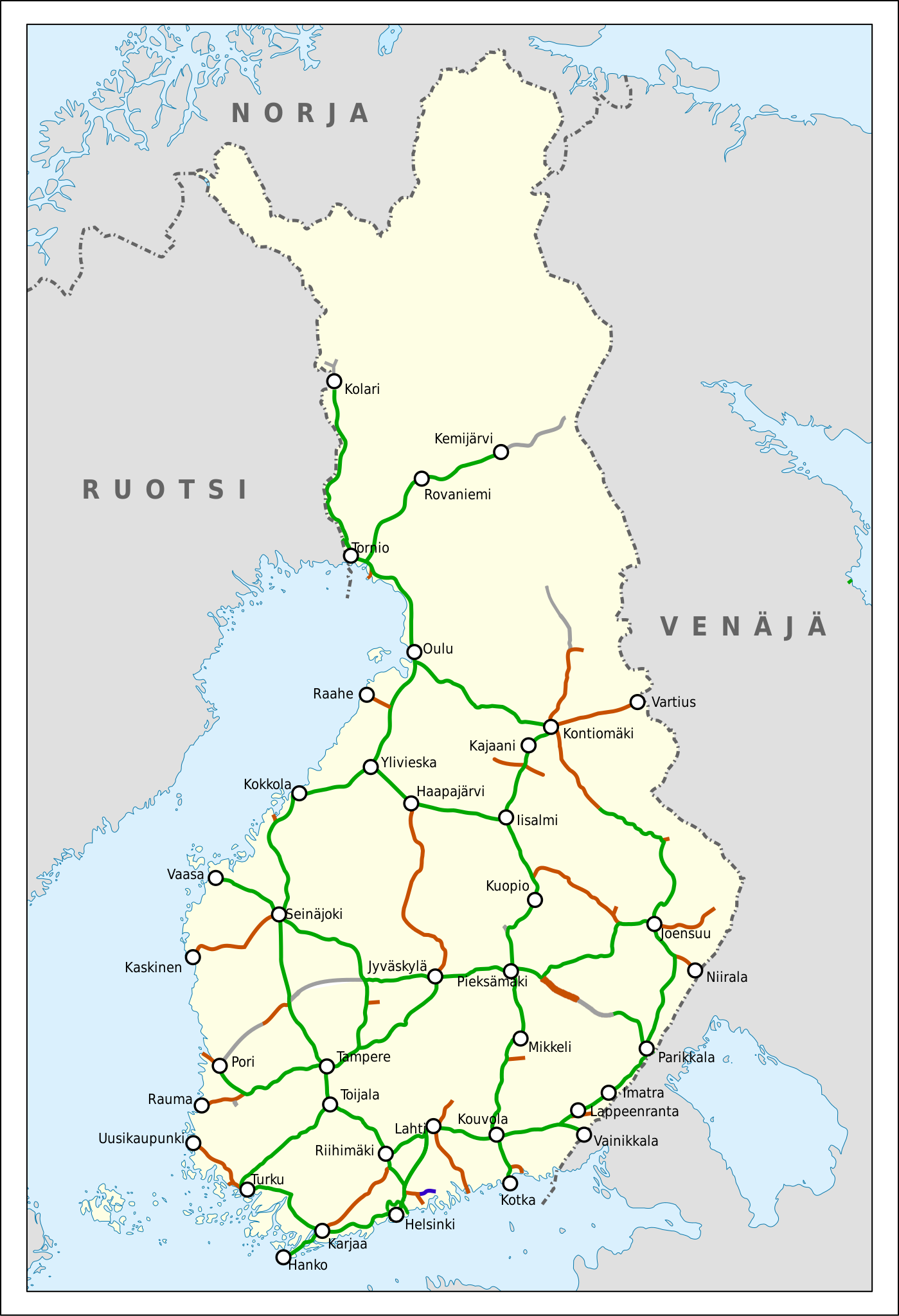
Mapa fińskiej sieci kolejowej

Transport kolejowy w Finlandii – system transportu kolejowego działający na terenie Finlandii.
W Finlandii istnieje 5918 km linii kolejowych z czego 3349 km jest zelektryfikowanych. Linie mają szeroki rozstaw szyn – 1524 mm. Narodowy przewoźnik to Valtionrautatiet (VR).

## Infrastruktura
Napięcie obowiązujące na liniach zelektryfikowanych to 25 kV 50 Hz.

## Historia
Pierwsza linia kolejowa w Finlandii została otwarta 17 marca 1862 roku wraz i połączyła Helsinki z Hämeenlinna. W 1870 roku przedłużono ją przez Viipuri do Petersburga.
Kolejne linie budowano jako normalnotorowe, ale od 1917 roku wszystkie linie przekuto na tor szeroki 1524 mm.
Pod koniec XIX wieku sieć kolejowa Finlandii liczyła 2650 km, a na początku 1939 roku osiągnęła długość 5500 km.
Podczas wojny zimowej i II wojny światowej kolej poniosła ogromna straty. W 1944 roku długość sieci kolejowej wyniosła 4513 km.
Pod koniec 1945 roku na szlakach pojawiło się pierwsze 20 wagonów spalinowych, które prowadziły pociągi pospieszne.
W 1953 roku długość fińskiej sieci kolejowej wynosiła 4859 km, z czego 220 km linii dwutorowych.
W 1954 roku rozpoczęto elektryfikację sieci.